# Megaselia splendens
Megaselia splendens är en tvåvingeart som beskrevs av Borgmeier 1967. Megaselia splendens ingår i släktet Megaselia och familjen puckelflugor. Inga underarter finns listade i Catalogue of Life.